# 石田重家
石田 重家（いしだ しげいえ）は、安土桃山時代から江戸時代前期にかけての人物。石田三成の嫡男。関ヶ原の戦いの後に出家し、臨済宗の僧としての名は済院宗享。

## 略歴

### 関ヶ原前
石田三成の嫡男として誕生。生年は不詳だが、渡辺世祐は関ヶ原の戦いのときに12、13歳としていて、であるならば生年は天正16年（1588年）前後で、谷徹也は『兼見卿記』の天正14年（1586年）2月5日条に石田佐吉（三成）の女房が3月に出産予定であるため安産祈願の依頼を受けたという記事があるのに注目し、これが重家のことならば、生年は天正14年であった可能性が高いとする。ただしどちらも弟の可能性があり、白川亨は弟との混同を主張していて、自著に生年の想定を記してないが、享年103としているので天正12年（1584年）となる。
慶長4年（1599年）閏3月、父・三成が加藤清正ら七将に襲撃されて引退を余儀なくされた後に、「やがて奉行として取り立てる」との約定により、代わって大坂城の豊臣秀頼の下に出仕し、徳川家康からもかわいがられたという。
慶長5年（1600年）、重家は後見役の大谷吉継と共に、上杉討伐に出陣する徳川家康の下へ参陣するように、父に命じられていた。
この後、関ヶ原の役が勃発したために果たせずに、毛利輝元・増田長盛・長束正家らの嫡子※と同じく豊臣家に対する人質として大坂城に留め置かれたとする話と、嫡子・重家は会津征伐に同行するために佐和山城に帰って兵備を整えていたが、戦役勃発により一族郎党とそのまま佐和山城の守備についたという話の2説がある。

### 関ヶ原後
前述の2説により、関ヶ原における西軍大敗の知らせが届くと、9月17または19日夜に乳母やその父津山甚内に託されて、密かに大坂城の脱出とするものと佐和山城から落城前に脱出したとするものの細部が異なる話があるが、場所以外の部分は大筋で同じである。
その後、重家は京都・妙心寺の塔頭である壽聖院に身を寄せ、住職の伯蒲慧稜（伯蒲恵稜とも）のもとで剃髪し、仏門に入った。伯蒲は彼に「宗享（そうきょう）」の法号を与えたとされる（『霊牌日鑑』）。
伯蒲は、京都所司代奥平信昌を通じて助命を嘆願し、家康は本多正信と協議して、重家がまだ10代前半と若かったことからこれを許した。
また、のちに春日局の側近として大奥で仕えることになる祖心尼に禅を教授したともいわれている。
重家の母・皎月院（無量院）は、関ヶ原の敗戦後、大坂から洛中へと移り、しばらく隠棲していたとされる。その後、前田家から突如離縁され、妙心寺雑華院に身を寄せていた祖心尼と接点を持ち、祖心尼が妙心寺壽聖院において出家後の重家（宗亨）に帰依していた縁から、母との間にも信頼関係が築かれていたとみられる。
やがて、重家の妹である小石殿と共に祖心尼の再婚先を調整し、小石殿の夫・岡重政の斡旋により、慶長13年（1608年）頃に祖心尼が町野幸和に再嫁する際、母もこれに同行して会津へと下ったとされる。母は当初、岡重政の居城である津川城に住まいを定めた後、やがて会津若松の極楽寺に移り、夫・三成の菩提を弔う日々を送ったと考えられている。
元和元年（1615年）10月14日、母は同地で示寂し、祖心尼が葬儀を主宰。重家は壽聖院においてその訃報を受けると、深い敬意と哀悼の念を込めて、母に「無量院殿一相寿卯大禅定尼」の戒名を贈ったとされている（会津若松『極楽寺過去帳』）。
その後、元和9年（1623年）、宗享は仏戒を修めて、雲屋祖泰（雲屋宗春）より「済院」の道称を賜り、済院宗亨禅師として寿聖院の三世を継承した。壽聖院はもともと、父・三成が実父・石田正継の菩提を弔うため、妙心寺六十二世住持である伯蒲慧稜を開祖として開基した寺であり、その宗旨と志を受け継ぐかたちで重家が後を継いだことは、石田家の信仰と精神的遺産を守る象徴的な出来事とされている。
貞享3年（1686年）閏3月8日に死去。享年は99か101になるが、生年には前述のほかにも異説が多くあり、正確な年齢はよくわからない。
また重家の直系子孫を名乗る石田秀雄によると3代目直重の代に越後高田松平家に仕官したがその次の代からは庄屋になり現在まで男系で繋いでいるというが、それを示す史料は戦争で燃えたという。

### 異説
異説としては大坂城より脱して、津軽国に行ったというものや、妙心寺ではなく高野山に逃れたというものがいくつかあり、『 豊内記』では高野山に逃れた後に殺されたとしている。また別に、晩年の重家は仏門から還俗して和泉国岸和田藩の藩主・岡部宣勝の庇護を受けながら、岸和田で死去したという説もある。